# Hannelore Schroth
Hannelore Emilie Käte Grete Schroth (født 10. januar 1922, død 7. juli 1987) var en tysk skuespillerinde, hvis karriere strakte sig i over fem årtier. Hos det skandinaviske publikum er Schroth bedst kendt for rollen som fru Petrell i alle tre film om Emil fra Lønneberg, som er baseret på Astrid Lindgrens børnebøger. Filmene blev senere klippet sammen til en tv-serie og udgivet i 1974 til 1976. Da der både blev brugt svenske og tyske skuespillere under optagelserne, blev hendes stemme eftersynkroniseret på svensk af Marianne Nielsen.
Schroth ligger begravet på Friedhof Heerstraße i Berlin.

## Udvalgt filmografi
- Dann schon lieber Lebertran (kortfilm, 1931)
- Kitty und die Weltkonferenz (1939)
- Mor maa ikke gifte sig (1940)
- Kleine Mädchen - große Sorgen (1941)
- Sophienlund (1943)
- Eine Frau für drei Tage (1944)
- Unter den Brücken (1946)
- Die wunderschöne Galathee (1950)
- Taxi-Kitty (1950)
- Kaptajnen fra Köpenick (1956)
- Italienreise - Liebe inbegriffen (1958)
- Manden, der ikke ku' sige nej (1958)
- Das Glas Wasser (tv-film, 1958)
- Peter spiller op (1959)
- Das Kriminalmuseum (tv-serie, 1963-1970)
- Politistation St. Pauli (1964)
- Emil fra Lønneberg (1971)
- Nye løjer med Emil fra Lønneberg (1972)
- Emil og grisebassen (1973)
- Bomber & Paganini (1976)
- Lucky Star (1979)
- Gerningstedet (tv-serie, episode 148,  1983)
- Herz mit Löffel (1987)